# Assicurazioni Generali
Assicurazioni Generali (произн. Асикурациони дженерали, в прев. „Общо застраховане“) е най-голямата застрахователна компания в Италия и една от най-големите в Европа. Седалището се намира в Триест. Дейностите на компанията са съсредоточени в Европа, Близкия изток и Източна Азия. Компанията е класирана на 137-о място в списъка Fortune Global 500 през 2023 г.

## История
До края на Първата световна война Триест е най-важното пристанище на Австро-Унгарската империя, в резултат на което застраховането е добре развито тук, през 1825 г. в Триест има 20 застрахователни компании. На 26 декември 1831 г. Джузепе Лацано Морпурго (Giuseppe Lazzano Morpurgo) с група финансисти и търговци от Триест основава Assicurazioni Generali Austro-Italiche. За разлика от повечето други застрахователи в Триест, компанията не се ограничава до морска търговска застраховка, а е универсална, както сочи думата „Дженерали“. Почти веднага е основана втора централа във Венеция, през първите две години са открити клонове във всички големи градове на Австро-Унгария, през 1832 г. е създаден клон във Франция, през 1835 г. в Германия, Швейцария, Трансилвания и Галисия. Развитието на компанията е най-успешно в Източна Европа и Близкия изток. През 1851 г. е открит клон в Александрия (Египет). До края на XIX век географията на дейността обхваща и Азия (Индия, Цейлон, Китай), открити са клонове в Калифорния и Чили. През 1894 г. е основана търговската банка Banca Commerciale Italiana, с която компанията веднага установява партньорство.
През 1918 г. Триест става част от Италия и компанията приема ново лого, изобразяващо лъва на Сан Марко, символа на Венеция. През следващото десетилетие под ръководството на Едгардо Морпурго (от 1920 г.) компанията продължава да расте, особено в европейските страни. С установяването на фашисткия режим в Италия компанията започва да има проблеми, тъй като Морпурго и мнозинството от акционерите са евреи. Преди посещението на Мусолини в Триест през 1938 г. президентът на компанията Морпурго подава оставка. Неговото място е заето от умерения фашист Барончини, който ръководи компанията по време на трудната война и следвоенните години. В резултат на Втората световна война компанията губи 14 клона и редица недвижими имоти в Източна Европа, малка компенсация по време на национализацията е получена само от бившите италиански колонии в Африка (Либия и Етиопия). Позицията на компанията се усложнява допълнително от борбата за Триест между Италия и Югославия, която продължава до 1954 г. Въпреки това до 1948 г. компанията успява напълно да възстанови дейността си в Западна Европа и да компенсира загубата на източноевропейския пазар чрез увеличаване на присъствието си в Латинска Америка, а също така е закупена застрахователна компания в Южна Африка. Позицията в САЩ се засилва от закупуването на Buffalo Insurance Company през 1950 г.
През 90-те години компанията започва да възобновява работата си в Източна Европа, започвайки през 1989 г. с Унгария, през 1993 г. започва работа в Чехия, през 1996 г. – Словения, 1997 г. – Словакия, 1999 г. – Полша, 2002 г. – Хърватия, през 2006 г. – Сърбия, Черна гора и България.
През 2014 г. отделът „Застраховка живот“ на компанията в САЩ е закупен от SCOR за 920 млн. щ.д.
През юни 2023 г. е придобито испанското дъщерно дружество на американския застраховател Liberty Mutual. През юли 2023 г. е придобита американската компания за управление на активи Conning.

## Ръководство
- Андреа Сирони (роден на 13 май 1964 г.) е председател на борда на директорите от април 2022 г. Професор е по банково дело и финанси в университета Бокони, президент на университета от 2022 г. Преди това той е бил председател на Италианската фондова борса, член на бордовете на директорите на банките UniCredit, Cassa Depositi e Prestiti, както и на Лондонска фондова борса;[10]
- Филип Доне (роден на 26 юли 1960 г.) е главен изпълнителен директор (CEO) от март 2016 г., в компанията е от 2013 г. От 1985 г. до 2007 г. работи за френската застрахователна компания AXA.

## Дейности
Групата Generali включва: INA Assitalia, Fata Assicurazioni, Alleanza Assicurazioni, Europ Assistance, La Venezia Assicurazioni, AMB Generali, Genertel, Toro Assicurazioni.
Работи в следните страни: Австрия, Аржентина, България, Бразилия, Унгария, Виетнам, Германия, Хонконг, Гърция, Индонезия, Индия, Испания, Италия, Китай, Малайзия, Полша, Португалия, Русия, Румъния, Сърбия, Словакия, Словения, Тайланд, Турция, Филипините, Франция, Хърватия, Черна гора. Чехия, Чили, Швейцария, Еквадор. По отношение на застрахователните премии основните пазари са Италия (25,2 млрд. евро), Германия (14,4 млрд. евро), Франция (12,7 млрд. евро), Испания (2,3 млрд. евро), Швейцария (1,7 млрд. евро) и по региони: Австрия, Централна и Източна Европа и Русия (7 млрд. евро), Азия (3 млрд. евро), Америка и Южна Европа (1,9 млрд. евро).
В Италия тя е най-голямата застрахователна компания, първа в животозастраховането (16,9% от пазара) и втора в имущественото застраховане (13,9%); тук работят 13,4 хиляди служители. Тя е втора по големина в Германия (6,9% от пазара на животозастраховане и 5,1% от пазара на имуществено застраховане); там работят 9,5 хиляди служители. Във Франция е на 8-о място с дял около 5%; 6,7 хиляди служители. Освен това е на второ място на пазарите в Чехия и Унгария, на трето в Австрия и Словакия.
Оборотът за 2020 г. е 85,2 млрд. евро, от които 64,5 млрд. евро идват от застрахователни премии (от които 43,6 млрд. евро са застраховки живот), приходите от инвестиции възлизат на 7,7 млрд. евро. В края на 2020 г. активите възлизат на 545 млрд. евро. По-голямата част от активите са инвестирани в облигации (350 млрд. евро), включително държавни облигации (193,7 млрд. евро, Италия, Франция, Испания и други страни). Компанията е мениджър на активи с 561 млрд. евро под управление в края на 2020 г.
Част от Assicurazioni Generali в България е застрахователната компания „Дженерали Застраховане“.
|                  | 2010  | 2011  | 2012  | 2013  | 2014  | 2015  | 2016  | 2017  | 2018  | 2019  | 2020  | 2021  | 2022  | 2023  |
| ---------------- | ----- | ----- | ----- | ----- | ----- | ----- | ----- | ----- | ----- | ----- | ----- | ----- | ----- | ----- |
| Приходи          | 90,78 | 81,00 | 88,55 | 83,91 | 88,28 | 91,96 | 86,10 | 83,42 | 74,70 | 94,64 | 85,24 | 98,06 | 46,11 | 53,65 |
| Чиста печалба    | 2,018 | 1,153 | 0,367 | 2,142 | 1,852 | 2,259 | 2,239 | 2,295 | 2,497 | 2,939 | 2,032 | 2,848 | 2,234 | 3,747 |
| Активи           | 422,4 | 423,1 | 441,7 | 384,6 | 427,2 | 500,5 | 521,2 | 537,1 | 515,8 | 514,6 | 544,7 | 586,2 | 503,2 | 508,6 |
| Собствен капитал | 20,06 | 18,12 | 22,57 | 21,40 | 24,19 | 24,71 | 25,67 | 26,18 | 24,64 | 29,85 | 31,79 | 29,31 | 26,65 | 28,97 |

## Generali Real Estate
От създаването си през 1831 г. Generali започва да инвестира в недвижими имоти в Италия. През втората половина на XX век компанията започва да инвестира в недвижими имоти в други европейски страни.
Generali Real Estate притежава недвижими имоти в Западна Европа (Лондон, градове на Франция и страните от Бенелюкс), Южна Европа (Италия, Испания, Португалия), Централна Европа (Германия, Австрия, Швейцария), Източна и Северна Европа (Чехия, Полша, Дания, Швеция, Норвегия, Финландия), присъства и в САЩ и Азиатско-тихоокеанския регион.
Най-големият имот, притежаван от компанията, е миланският квартал CityLife, който включва три офисни небостъргача (един от тях е Кулата Generali), търговски център и жилищни сгради, както и голям парк. Общата площ на съоръжението е 366 хил. m².

## Акционери
Най-големите акционери на компанията към 2024 г. са:
- Mediobanca – 13,05%;
- Семейство Дел Векио (Leonardo Del Vecchio) – 9,71%;
- Франческо Гаетано Калтаджироне – 6,19%;
- Семейство Бенетон – 4,80%;
- Fondazione Cassa di Risparmio di Torino – 1,62%;
- Norges Bank – 1,56%;
- Assicurazioni Generali (съкровищни акции) – 1,09%.